# Taichu (104-101 av. J.-C.)
Pour les articles homonymes, voir Taichu.
 (août 2016).
Si vous disposez d'ouvrages ou d'articles de référence ou si vous connaissez des sites web de qualité traitant du thème abordé ici, merci de compléter l'article en donnant les références utiles à sa vérifiabilité et en les liant à la section « Notes et références ».
L'ère Taichu, ou T’ai-tch’ou (104-101 av. J.-C.) (chinois traditionnel et simplifié : 太初 ; pinyin : Tàichū ; « (Calendrier) Taichu ») est la septième ère chinoise de l'empereur Wudi de la dynastie Han.
En 104 av. J.-C., l'empereur Wudi fait la réforme le système calendaire Zhuanxu et adopte le calendrier Taichu (littéralement « grand commencement » ou « début du monde »), plus précis. Ce nouveau calendrier changea le premier mois de l'année, qui passa d'octobre à janvier. Les mois d'octobre à décembre de l'année précédant l'ère Taichu sont considérés comme faisant partie de la première année de l'ère Taichu, ce qui explique pourquoi la première année de l'ère Taichu dure 15 mois. Wudi célébra le nouveau calendrier en faisant proclamer une nouvelle ère, celle du calendrier Taichu.

## Chronique

### 1reannée(104av. J.-C.)
- N'ayant pu convaincre les Dayuan de lui vendre les « Chevaux Célestes » de Kokand (une race de chevaux plus résistante que celle qu'utilisaient alors les Han), l'empereur Wudi envoie Li Guangli (en), le frère de sa concubine favorite, avec 6 000 cavaliers et plusieurs milliers de fantassins au Ferghana avec pour mission d'en ramener par la force. Li Guangli est vaincu et doit battre en retraite.
- Adoption du calendrier Taichu.
- L'historien Sima Qian commence la rédaction du Shiji.

### 3eannée(102av. J.-C.)
- Nouvelle expédition contre les Dayuan. Wudi envoie Li Guangli avec une armée de 30 000 cavaliers et 60 000 fantassins. La capitale des Dayuan est assiégée et ces derniers acceptent de livrer 3 000 chevaux célestes à l'empereur Wudi.

### 4eannée(101av. J.-C.)
- Li Guangli rentre à la Cour avec les chevaux des Dayuan.

| Taichu                 | 1re année     | 2de année     | 3e année      | 4e année      |
| ---------------------- | ------------- | ------------- | ------------- | ------------- |
| Calendrier julien      | 104 av. J.-C. | 103 av. J.-C. | 102 av. J.-C. | 101 av. J.-C. |
| Calendrier sexagésimal | Dingchou      | Wuyin         | Jimao         | Gengchen      |